# Serie B 1898-1899
La Serie B 1898-1899, nota anche come Coupe Ruinart, è stata la 1ª edizione della seconda divisione del campionato svizzero di calcio e vide la vittoria finale del Cantonal Losanna.

## Stagione

### Novità
In occasione della Serie A 1897-1898, organizzata dal quotidiano ginevrino La Suisse Sportive, al Grasshoppers venne assegnata la Coppa Ruinart, così chiamata in onore dell'omonima azienda che la sponsorizzò. La stessa coppa venne successivamente assegnata al vincitore del campionato cadetto che in seguito prese ufficialmente il nome di Serie B. 

### Formula
Non essendo noto il numero totale delle squadre partecipanti, si presume che il campionato avesse la stessa formula della Serie A, ossia un torneo a eliminazione diretta con la suddivisione in tre gironi geografici. Le squadre vincitrici del rispettivo girone si qualificarono successivamente per la fase finale per contendersi il titolo.

## Torneo

### Girone Est

#### Verdetto
- San Gallo qualificato alla fase finale.

### Girone Centro

#### Verdetto
- Berna qualificato alla fase finale.

### Girone Ovest

#### Verdetto
- Cantonal Losanna qualificato alla fase finale.

### Fase finale
|  | Cantonal Losanna | 2 – 0 | Berna |  |

|  | Cantonal Losanna | 3 – 2 | San Gallo |  |

## Verdetto finale
- Cantonal Losanna campione di Serie B 1898-1899 e vincitore della Coppa Ruinart.